# Altweerterheide
Altweerterheide (en limbourgeois Altwieërthei-j) est un village néerlandais situé dans la commune de Weert, dans la province du Limbourg néerlandais. Le 1er janvier 2008, le village comptait 1 100 habitants.